# Великі Чуваші
Великі Чуваші́ (рос. Большие Чуваши) — присілок в Красногорському районі Удмуртії, Росія.

## Населення
Населення — 19 осіб (2010; 47 в 2002).
Національний склад станом на 2002 рік:
- росіяни — 81 %